# 円通寺 (京都市上京区)
円通寺（えんつうじ、圓通寺）は京都市上京区上之町にある浄土宗の仏教寺院。山号は歓喜山。本尊は阿弥陀如来。

## 歴史
1756年に浄土宗の関通上人によって開山した。当初は轉輪寺と称していた。
1788年の天明の大火により焼失し、その後、再建された。境内には「為焼亡横死」（しょうぼうおうしのため）と刻まれた大火の犠牲者を供養する石碑が現存している。
京都市の景観重要建造物に指定されている。